# Šavit
Šavit (hebrejsky: שביט, doslova „kometa“) nebo RSA-3 je nosná raketa vyrobená Izraelem za účelem vypouštění malých satelitů na nízkou oběžnou dráhu Země. Poprvé byla vypuštěna 19. září 1988 se satelitem Ofek-1. Tím se Izrael zařadil mezi osm zemí, která má vesmírné kapacity. Start raket Šavit má na starosti Izraelská kosmická agentura a probíhá na pobřeží Středozemního moře z letecké základny Palmachim. Nosič je složen ze tří částí a je poháněn raketovými motory na tuhé palivo. Rakety Šavit vyrábí Israel Aerospace Industries. Jsou založeny na balistických raketách středního doletu Jericho II.

## Historie startů
| Typ rakety | Datum startu     | Náklad  | Výsledek |
| ---------- | ---------------- | ------- | -------- |
| Shavit     | 19. září 1988    | Ofek-1  | úspěch   |
| Shavit     | 3. duben 1990    | Ofek-2  | úspěch   |
| Shavit-1   | 5. duben 1995    | Ofek-3  | úspěch   |
| Shavit-1   | 22. ledna 1998   | Ofek-4  | neúspěch |
| Shavit-1   | 28. května 2002  | Ofek-5  | úspěch   |
| Shavit-1   | 6. září 2004     | Ofek-6  | neúspěch |
| Shavit-2   | 11. června 2007  | Ofek-7  | úspěch   |
| Shavit-2   | 22. června 2010  | Ofek-9  | úspěch   |
| Shavit-2   | 9. dubna 2014    | Ofek-10 | úspěch   |
| Shavit-2   | 13. září 2016    | Ofek-11 | úspěch   |
| Shavit-2   | 6. července 2020 | Ofek-16 | úspěch   |

Během čtvrtého a šestého startu raketa selhala předtím, než dosáhla oběžné dráhy. V září 2004 vedlo selhání rakety Šavit ke zničení špionážního satelitu Ofek-6 v hodnotě 100 milionů dolarů. Izrael poté oznámil, že pro vypouštění dalších satelitů Ofek bude používat indické rakety PSLV, používané Indickou kosmickou agenturou. Toto rozhodnutí bylo velmi kritizováno a zaznívaly hlasy, že kvůli národní hrdosti by měly být používány pouze rakety Šavit.